# Dresser (Wisconsin)
Dresser é uma vila localizada no estado norte-americano de Wisconsin, no Condado de Polk.

## Demografia
Segundo o censo norte-americano de 2000, a sua população era de 732 habitantes.
Em 2006, foi estimada uma população de 838, um aumento de 106 (14.5%).

## Geografia
De acordo com o United States Census Bureau tem uma área de
4,9 km², dos quais 4,9 km² cobertos por terra e 0,0 km² cobertos por água.

## Localidades na vizinhança
O diagrama seguinte representa as localidades num raio de 12 km ao redor de Dresser.